# Awaza (metropolitana di Osaka)
Awaza (阿波座駅?, Awaza-eki) è una stazione della Metropolitana di Osaka situata nell'area ovest della città. La stazione offre l'interscambio fra le linee Sennichimae e Chūō.

## Struttura
Entrambe le linee sono dotate ciascuna di una piattaforma a isola e due binari sotterranei. La linea Sennichimae si trova sotto la Chūō.
Linea Chūō
| 1 | Linea Chūō |  | per Hommachi, Morinomiya, Nagata, Ikoma e Gakken Nara-Tomigaoka |
| 2 | Linea Chūō |  | per Bentenchō, Ōsakakō e Cosmosquare                            |

Linea Sennichimae
| 1 | Linea Sennichimae |  | per Namba, Tsuruhashi e Minami-Tatsumi |
| 2 | Linea Sennichimae |  | per Nodahanshin                        |

## Stazioni adiacenti
| «                 | Servizio   | »              |
| Linea Chūō        | Linea Chūō | Linea Chūō     |
| ----------------- | ---------- | -------------- |
| Kujō              | Locale     | Hommachi       |
| Linea Sennichimae |            |                |
| Tamagawa          | Locale     | Nishi-Nagahori |